# ونتنک
ونتنک (به فرانسوی: Ventenac) یک کمون در فرانسه است که در Canton of Varilhes واقع شده‌است.

## خصوصیات
ونتنک ۱۹٫۶۲ کیلومترمربع مساحت و ۲۲۶ نفر جمعیت دارد و ۴۵۰ متر بالاتر از سطح دریا واقع شده‌است.